# Leichtathletik-Südamerikameisterschaften 2021
Die 52. Leichtathletik-Südamerikameisterschaften fanden vom 29. bis 31. Mai 2021 in Guayaquil, der zweitgrößten Stadt Ecuadors, statt. Damit fanden die Meisterschaften zum zweiten Mal nach 1969 in Ecuador statt.

## Frauen

### 100 m
| Platz | Athletin                  | Land | Zeit (s) |
| ----- | ------------------------- | ---- | -------- |
| 1     | Vitória Cristina Rosa     | BRA  | 11,31    |
| 2     | Marizol Landázuri         | ECU  | 11,39 SB |
| 3     | Jasmine Abrams            | GUY  | 11,50    |
| 4     | Natalia Liñares           | COL  | 11,55    |
| 5     | María Montt               | CHI  | 11,77    |
| 6     | Ana Azevedo               | BRA  | 11,78    |
| 7     | María Florencia Lamboglia | ARG  | 11,85    |
| 8     | Nicole Chalá              | ECU  | 12,11    |

Finale: 29. Mai
Wind: +1,0 m/s

### 200 m
| Platz | Athletin                  | Land | Zeit (s) |
| ----- | ------------------------- | ---- | -------- |
| 1     | Vitória Cristina Rosa     | BRA  | 23,10    |
| 2     | Marizol Landázuri         | ECU  | 23,35 SB |
| 3     | Ana Azevedo               | BRA  | 23,87    |
| 4     | María Florencia Lamboglia | ARG  | 23,94 PB |
| 5     | Shary Vallecilla          | COL  | 24,31    |
| 6     | Nicole Caicedo            | ECU  | 24,31 SB |
| 7     | Leticia Arispe            | BOL  | 24,76    |
| 8     | Cecilia Gómez             | BOL  | 12,11    |

Finale: 31. Mai
Wind: +0,8 m/s

### 400 m
| Platz | Athletin                 | Land | Zeit (s) |
| ----- | ------------------------ | ---- | -------- |
| 1     | Tiffani Marinho          | BRA  | 52,65    |
| 2     | Angie Palacios           | COL  | 52,86 PB |
| 3     | Jennifer Padilla         | COL  | 53,03 SB |
| 4     | Geisa Aparecida Coutinho | BRA  | 53,55    |
| 5     | Stephanie Saavedra       | CHI  | 54,50    |
| 6     | María Fernanda Mackenna  | CHI  | 55,45    |
| 7     | Noelia Martínez          | ARG  | 55,73    |
| 8     | Cecilia Gómez            | BOL  | 55,75    |

Finale: 29. Mai

### 800 m
| Platz | Athletin          | Land | Zeit (min) |
| ----- | ----------------- | ---- | ---------- |
| 1     | Déborah Rodríguez | URU  | 2:03,38 SB |
| 2     | Flávia de Lima    | BRA  | 2:05,00 SB |
| 3     | Andrea Foster     | GUY  | 2:05,93    |
| 4     | Andrea Calderón   | ECU  | 2:06,14 SB |
| 5     | Leidy Sinisterra  | COL  | 2:06,34 PB |
| 6     | Evangelina Thomas | ARG  | 2:08,73    |
| 7     | Martina Escudero  | ARG  | 2:09,87    |
| 8     | Mayara dos Santos | BRA  | 2:14,75    |

Finale: 31. Mai

### 1500 m
| Platz | Athletin            | Land | Zeit (min) |
| ----- | ------------------- | ---- | ---------- |
| 1     | Joselyn Brea        | VEN  | 4:15,05    |
| 2     | María Pía Fernández | URU  | 4:15,27    |
| 3     | Mariana Borelli     | ARG  | 4:15,61 PB |
| 4     | Jaqueline Weber     | BRA  | 4:18,67 PB |
| 5     | Andrea Calderón     | ECU  | 4:23,44 PB |
| 6     | Micaela Levaggi     | ARG  | 4:25,64    |
| 7     | Rejane da Silva     | BRA  | 4:27,39    |
| 8     | Josefa Quezada      | CHI  | 4:28,15 PB |

29. Mai

### 5000 m
| Platz | Athletin          | Land | Zeit (min)  |
| ----- | ----------------- | ---- | ----------- |
| 1     | Edymar Brea       | VEN  | 15:47,16 PB |
| 2     | Florencia Borelli | ARG  | 15:47,46    |
| 3     | Joselyn Brea      | VEN  | 15:48,24    |
| 4     | Carolina Tabares  | COL  | 15:55,39    |
| 5     | Jhoselyn Camargo  | BOL  | 16:13,14 NR |
| 6     | Marcela Gómez     | ARG  | 16:18,79    |
| 7     | María Pastuña     | ECU  | 16:31,30 SB |
| 8     | Simone Ferraz     | BRA  | 16:41,63    |

31. Mai

### 10.000 m
| Platz | Athletin                    | Land | Zeit (min)  |
| ----- | --------------------------- | ---- | ----------- |
| 1     | Edymar Brea                 | VEN  | 34:05,25    |
| 2     | Silvia Ortiz                | ECU  | 34:06,61 PB |
| 3     | Jhoselyn Camargo            | BOL  | 34:09,54 NR |
| 4     | Andrea Bonilla              | ECU  | 34:12,65 PB |
| 5     | Marcela Gómez               | ARG  | 34:13,22 PB |
| 6     | Graziele Zarri              | BRA  | 34:13,24 PB |
| 7     | Jenifer do Nascimento Silva | BRA  | 34:34,78    |
| 8     | María Montoya               | COL  | 34:44,15 PB |

29. Mai

### 20.000 m Bahngehen
| Platz | Athlet           | Land | Zeit (h)         |
| ----- | ---------------- | ---- | ---------------- |
| 1     | Glenda Morejón   | ECU  | 1:29:25 CR AR WL |
| 2     | Érica de Sena    | BRA  | 1:30:52 NR       |
| 3     | Maritza Guamán   | ECU  | 1:32:46          |
| 4     | Leyde Guerra     | PER  | 1:33:52          |
| 5     | Ángela Castro    | BOL  | 1:34:35          |
| 6     | Yeseida Carrillo | COL  | 1:35:42          |
| 7     | Gabriela Muniz   | BRA  | 1:41:56          |
| 8     | Yossy Caballero  | PER  | 1:50:54          |

29. Mai

### 100 m Hürden
| Platz | Athletin                  | Land | Zeit (s) |
| ----- | ------------------------- | ---- | -------- |
| 1     | Ketiley Batista           | BRA  | 12,96    |
| 2     | Diana Bazalar             | PER  | 13,47    |
| 3     | Jenea McCammon            | GUY  | 13,63    |
| 4     | Micaela de Mello          | BRA  | 13,75    |
| 5     | Gregoria Gómez            | COL  | 13,82    |
| 6     | Nicole Caicedo            | ECU  | 13,87    |
| 7     | María Florencia Lamboglia | ARG  | 14,06    |
| 8     | Isabel Urrutia            | COL  | 14,43    |

Finale: 29. Mai
Wind: +2,8 m/s

### 400 m Hürden
| Platz | Athletin                | Land | Zeit (s)    |
| ----- | ----------------------- | ---- | ----------- |
| 1     | Melissa González        | COL  | 55,68 CR NR |
| 2     | Valeria Cabezas         | COL  | 57,56       |
| 3     | Chayenne da Silva       | BRA  | 57,78       |
| 4     | Virginia Villalba       | ECU  | 59,63 SB    |
| 5     | Andreina Minda          | ECU  | 62,18       |
| 6     | Fatima Amarilla         | PAR  | 64,29       |
|       | Bianca Amaro dos Santos | BRA  | DNF         |

31. Mai

### 3000 m Hindernis
| Platz | Athlet            | Land | Zeit (min)  |
| ----- | ----------------- | ---- | ----------- |
| 1     | Tatiane da Silva  | BRA  | 09:38,71 PB |
| 2     | Simone Ferraz     | BRA  | 09:45,15 PB |
| 3     | Belén Casetta     | ARG  | 09:45,79 SB |
| 4     | Carolina Lozano   | ARG  | 10:01,53    |
| 5     | Rina Cjuro        | PER  | 10:13,29 SB |
| 6     | Stefany López     | COL  | 10:14,81 PB |
| 7     | Katerine Tisalema | ECU  | 10:17,00    |
| 8     | Rolanda Bell      | PAN  | 10:22,33    |

30. Mai

### 4 × 100 m Staffel
| Platz | Land      | Athletinnen                                                          | Zeit (s) |
| ----- | --------- | -------------------------------------------------------------------- | -------- |
| 1     | Brasilien | Vida Caetano Ana Cláudia Silva Ana Azevedo Micaela de Mello          | 44,91    |
| 2     | Kolumbien | Valeria Cabezas Shary Vallecilla Gregoria Gómez Natalia Linares      | 45,61    |
| 3     | Ecuador   | Ginger Quintero Katherine Chillambo Nicole Caicedo Marizol Landázuri | 45,66    |

31. Mai

### 4 × 400 m Staffel
| Platz | Land        | Athletinnen                                                                   | Zeit (min) |
| ----- | ----------- | ----------------------------------------------------------------------------- | ---------- |
| 1     | Kolumbien   | Angie Palacios Rosangélica Escobar Melissa González Evelis Aguilar            | 3:32,81    |
| 2     | Chile       | Stephanie Saavedra María José Echeverría María Fernanda Mackenna Martina Weil | 3:34,89    |
| 3     | Brasilien   | Tábata de Carvalho Flávia de Lima Maria de Sena Chayenne da Silva             | 3:36,40    |
| 4     | Ecuador     | Dayanira Ortiz Marizol Landázuri Evelin Mercado Virginia Villalba             | 3:44,47    |
| 5     | Argentinien | María Diogo Evangelina Thomas María Florencia Lamboglia Noelia Martínez       | 3:44,69    |

31. Mai

### Hochsprung
| Platz | Athletin           | Land | Höhe (m) |
| ----- | ------------------ | ---- | -------- |
| 1     | Jennifer Rodríguez | COL  | 1,89     |
| 2     | Valdiléia Martins  | BRA  | 1,86 SB  |
| 3     | Joyce Micolta      | ECU  | 1,83 NR  |
| 4     | Silvina Gil        | ARG  | 1,74 PB  |
| 5     | Sarah Freitas      | BRA  | 1,74     |
| 6     | Abril Okon         | ARG  | 1,71     |
| 7     | Catalina Ossa      | CHI  | 1,71     |
| 8     | Carla Ríos         | BOL  | 1,65     |

30. Mai

### Stabhochsprung
| Platz | Athletin              | Land | Höhe (m) |
| ----- | --------------------- | ---- | -------- |
| 1     | Stefany Castillo      | COL  | 4,30 NR  |
| 2     | Isabel de Quadros     | BRA  | 4,00 SB  |
| 3     | Alejandra Arévalo     | PER  | 4,00 PB  |
| 4     | Valeria Chiaraviglio  | ARG  | 3,90 SB  |
| 5     | Nicole Hein           | PER  | 3,90 SB  |
| 6     | Luciana Gómez-Iriondo | ARG  | 3,90     |
| 7     | Antonia Crestani      | CHI  | 3,70     |
| 8     | Juliana Campos        | BRA  | 3,70 SB  |
|       | Luna Nazarit          | COL  | NM       |

29. Mai

### Weitsprung
| Platz | Athletin        | Land | Weite (m) |
| ----- | --------------- | ---- | --------- |
| 1     | Letícia Melo    | BRA  | 6,63 PB   |
| 2     | Eliane Martins  | BRA  | 6,57 SB   |
| 3     | Natalie Aranda  | PAN  | 6,34      |
| 4     | Natalia Liñares | COL  | 6,33 SB   |
| 5     | Paola Mautino   | PER  | 6,32 SB   |
| 6     | Macarena Reyes  | CHI  | 6,28      |
| 7     | María Hurtado   | CHI  | 6,06      |
| 8     | Valeria Quispe  | BOL  | 5,60      |

29. Mai

### Dreisprung
| Platz | Athletin            | Land | Weite (m) |
| ----- | ------------------- | ---- | --------- |
| 1     | Keila Costa         | BRA  | 13,67 SB  |
| 2     | Liuba Zaldívar      | ECU  | 13,58     |
| 3     | Gabriele dos Santos | BRA  | 13,45 SB  |
| 4     | Silvana Segura      | PER  | 12,32 SB  |
| 5     | Adriana Chila       | ECU  | 13,28     |
| 6     | Giselly Landázury   | COL  | 12,82     |
| 7     | Silvina Ocampos     | ARG  | 12,72     |
| 8     | Valeria Quispe      | BOL  | 12,68 w   |

30. Mai

### Kugelstoßen
| Platz | Athletin         | Land | Weite (m) |
| ----- | ---------------- | ---- | --------- |
| 1     | Lívia Avancini   | BRA  | 17,34     |
| 2     | Ahymará Espinoza | VEN  | 16,95     |
| 3     | Ivana Gallardo   | CHI  | 16,94     |
| 4     | Keely Medeiros   | BRA  | 16,58     |
| 5     | Sandra Lemos     | COL  | 16,01 SB  |
| 6     | Ángela Rivas     | COL  | 15,85     |
| 7     | Poleth Méndez    | ECU  | 13,54 PB  |
| 8     | Iara Capurro     | ARG  | 12,70     |

30. Mai

### Diskuswurf
| Platz | Athletin         | Land | Weite (m) |
| ----- | ---------------- | ---- | --------- |
| 1     | Izabela da Silva | BRA  | 62,18 PB  |
| 2     | Karen Gallardo   | CHI  | 59,72 SB  |
| 3     | Lidiane Cansian  | BRA  | 55,61 SB  |
| 4     | Yerlín Palacios  | COL  | 55,07 PB  |
| 5     | Ailén Armada     | ARG  | 54,67     |
| 6     | Iara Capurro     | ARG  | 53,24     |
| 7     | Merari Herrera   | ECU  | 48,39 PB  |
| 8     | Brigidh Mayorga  | COL  | 47,59 PB  |

29. Mai

### Hammerwurf
| Platz | Athletin            | Land | Weite (m) |
| ----- | ------------------- | ---- | --------- |
| 1     | Mariana Marcelino   | BRA  | 66,16     |
| 2     | Mariana García      | CHI  | 63,20     |
| 3     | Mayra Gaviria       | COL  | 62,46     |
| 4     | Ximena Zorrilla     | PER  | 62,34     |
| 5     | Valeria Chiliquinga | ECU  | 61,91     |
| 6     | Daniela Gómez       | ARG  | 59,59     |
| 7     | Anna Paula Pereira  | BRA  | 59,48     |
| 8     | Nereida Santa       | ECU  | 56,05     |

30. Mai

### Speerwurf
| Platz | Athletin              | Land | Weite (m) |
| ----- | --------------------- | ---- | --------- |
| 1     | Laila Ferrer de Silva | BRA  | 59,97 SB  |
| 2     | María Lucelly Murillo | COL  | 59,92 SB  |
| 3     | Jucilene de Lima      | BRA  | 59,65     |
| 4     | Juleisy Ángulo        | ECU  | 55,38 SB  |
| 5     | Flor Ruíz             | COL  | 54,10     |
| 6     | María Paz Ríos        | CHI  | 49,78     |
| 7     | Linda González        | ECU  | 49,49 PB  |
| 8     | Dominella Arias       | ARG  | 45,08     |

29. Mai

### Siebenkampf
| Platz | Athletin           | Land | Punkte  |
| ----- | ------------------ | ---- | ------- |
| 1     | Evelis Aguilar     | COL  | 6165 CR |
| 2     | Martha Araújo      | COL  | 5866    |
| 3     | Raiane Vasconcelos | BRA  | 5821    |
| 4     | Tamara de Sousa    | BRA  | 5655    |
| 5     | Joyce Micolta      | ECU  | 4954    |
| 6     | Genesis Foronda    | ECU  | 3345    |

29./30. Mai

## Männer

### 100 m
| Platz | Athlet            | Land | Zeit (s) |
| ----- | ----------------- | ---- | -------- |
| 1     | Felipe Bardi      | BRA  | 10,10    |
| 2     | Emanuel Archibald | GUY  | 10,23    |
| 3     | Derick Silva      | BRA  | 10,35    |
| 4     | Agustín Pinti     | ARG  | 10,49    |
| 5     | Franco Florio     | ARG  | 10,49    |
| 6     | Enrique Polanco   | CHI  | 10,49    |
| 7     | Jhonny Rentería   | COL  | 10,50    |
| 8     | Jhon Paredes      | COL  | 10,62    |

29. Mai
Wind: +2,3 m/s

### 200 m
| Platz | Athlet                  | Land | Zeit (s) |
| ----- | ----------------------- | ---- | -------- |
| 1     | Felipe Bardi dos Santos | BRA  | 20,49    |
| 2     | Lucas Vilar             | BRA  | 20,62 SB |
| 3     | Anderson Marquinez      | ECU  | 20,63 PB |
| 4     | Agustín Pinti           | ARG  | 20,93 PB |
| 5     | Kelvis Padrino          | VEN  | 21,03 PB |
| 6     | Franco Camiolo          | ARG  | 21,32 PB |
| 7     | Katriel Angulo          | ECU  | 21,74    |
|       | Akeem Stewart           | GUY  | DSQ      |

29. Mai
Wind: +1,9 m/s

### 400 m
| Platz | Athlet          | Land | Zeit (s) |
| ----- | --------------- | ---- | -------- |
| 1     | Kelvis Padrino  | VEN  | 45,82    |
| 2     | Lucas Carvalho  | BRA  | 46,31    |
| 3     | Raúl Mena       | COL  | 46,58 PB |
| 4     | Arinze Chance   | GUY  | 46,81    |
| 5     | João Cabral     | BRA  | 47,86    |
| 6     | Antonio Grant   | PAN  | 48,05 SB |
| 7     | Elián Larregina | ARG  | 48,06    |
|       | Carlos Lemos    | COL  | DNS      |

Finale: 29. Mai

### 800 m
| Platz | Athletin           | Land | Zeit (min)    |
| ----- | ------------------ | ---- | ------------- |
| 1     | Thiago André       | BRA  | 1:45,62 SB    |
| 2     | Jhonatan Rodríguez | COL  | 1:47,01 NU20R |
| 3     | Ryan López         | VEN  | 1:47,78 PB    |
| 4     | Jelssin Robledo    | COL  | 1:48,31       |
| 5     | Quamel Prince      | GUY  | 1:49,48       |
| 6     | Eduardo Ribeiro    | BRA  | 1:50,72       |
| 7     | Julián Gaviola     | ARG  | 1:53,35       |
|       | Diego Lacamoire    | ARG  | DNF           |

Finale: 31. Mai

### 1500 m
| Platz | Athlet               | Land | Zeit (min) |
| ----- | -------------------- | ---- | ---------- |
| 1     | Thiago André         | BRA  | 3:37,92 SB |
| 2     | Federico Bruno       | ARG  | 3:38,25    |
| 3     | Santiago Catrofe     | URU  | 3:38,67    |
| 4     | Guilherme Kurtz      | BRA  | 3:40,66 PB |
| 5     | Diego Lacamoire      | ARG  | 3:44,17    |
| 6     | Carlos San Martín    | COL  | 3:44,44 PB |
| 7     | José Daniel González | VEN  | 3:46,30 PB |
| 8     | Alfredo Toledo       | CHI  | 3:47,90    |

29. Mai

### 5000 m
| Platz | Athlet                 | Land | Zeit (min)  |
| ----- | ---------------------- | ---- | ----------- |
| 1     | Altobeli da Silva      | BRA  | 13:51,81 SB |
| 2     | Carlos Díaz            | CHI  | 13:52,63    |
| 3     | Yuri Labra             | PER  | 13:55,84 PB |
| 4     | José Mauricio González | COL  | 14:01,78 PB |
| 5     | Cristián Moreno        | COL  | 14:15,76    |
| 6     | Vidal Basco            | BOL  | 14:21,39    |
| 7     | Andrés Zamora          | URU  | 14:27,03    |
| 8     | Gilmar Lopes           | BRA  | 14:35,67    |

31. Mai

### 10.000 m
| Platz         | Athlet                 | Land | Zeit (min)  |
| ------------- | ---------------------- | ---- | ----------- |
| 1             | Daniel do Nascimento   | BRA  | 29:18,06    |
| 2             | Nicolás Cuestas        | URU  | 29:38,72    |
| 3             | Martín Cuestas         | URU  | 29:47,82    |
| 4             | José Mauricio González | COL  | 30:26,46    |
| 5             | Edison Enriquez        | ECU  | 30:27,89 PB |
| 6             | Héctor Garibay         | BOL  | 30:35,85    |
| 7             | Ignacio Velásquez      | CHI  | 30:58,27    |
|               | Nelson Ito             | PER  | DNF         |
| Gilmar Lopes  | BRA                    | DNF  |             |
| Luis Cárdenas | ECU                    | DNF  |             |

29. Mai

### 20.000 m Bahngehen
| Platz | Athlet           | Land | Zeit (h)      |
| ----- | ---------------- | ---- | ------------- |
| 1     | Andrés Chocho    | ECU  | 1:24:18,98    |
| 2     | Jhon Castañeda   | COL  | 1:24:32,06    |
| 3     | Jhonatan Amores  | ECU  | 1:24:49,13    |
| 4     | Juan Manuel Cano | ARG  | 1:25:48,03    |
| 5     | Lucas Mazzo      | BRA  | 1:28:46,92    |
| 6     | Yassir Cabrera   | PAN  | 1:30:17,52 NR |
| 7     | Diego Lima       | BRA  | 1:33:17,17    |

30. Mai

### 110 m Hürden
| Platz | Athlet                  | Land | Zeit (s) |
| ----- | ----------------------- | ---- | -------- |
| 1     | Rafael Henrique Pereira | BRA  | 13,35 PB |
| 2     | Yohan Chaverra          | COL  | 13,53 SB |
| 3     | Marcos Herrera          | ECU  | 13,77 PB |
| 4     | Fanor Escobar           | COL  | 13,90    |
| 5     | Agustín Carrera         | ARG  | 14,14 SB |
| 6     | Javier McFarlane        | PER  | 14,19    |
| 7     | Renzo Cremaschi         | ARG  | 14,24    |
|       | Eduardo de Deus         | BRA  | DNF      |

Finale: 30. Mai
Wind: +0,7 m/s

### 400 m Hürden
| Platz | Athlet            | Land | Zeit (s) |
| ----- | ----------------- | ---- | -------- |
| 1     | Mahau Suguimati   | BRA  | 51,25    |
| 2     | Kevin Mina        | COL  | 51,39    |
| 3     | Andrés Silva      | URU  | 51,42    |
| 4     | Alfredo Sepúlveda | CHI  | 51,69    |
| 5     | Guillermo Ruggeri | ARG  | 51,88    |
| 6     | Emerson Chalá     | ECU  | 53,10    |
| 7     | Ian Corozo        | ECU  | 54,25    |
|       | Artur Terezan     | BRA  | DNS      |

Finale: 31. Mai

### 3000 m Hindernis
| Platz | Athlet               | Land | Zeit (min) |
| ----- | -------------------- | ---- | ---------- |
| 1     | Altobeli da Silva    | BRA  | 8:34,17    |
| 2     | Carlos San Martín    | COL  | 8:34,32    |
| 3     | Mario Bazán          | PER  | 8:36,71    |
| 4     | José Daniel González | VEN  | 8:56,70    |
| 5     | Israel Mecabo        | BRA  | 8:59,35    |
| 6     | Mauricio Valdivia    | CHI  | 9:01,34    |
| 7     | Yuri Labra           | PER  | 9:08,74    |
| 8     | Dylan Van Der Hock   | ARG  | 9:10,60    |

30. Mai

### 4 × 100 m Staffel
| Platz | Land        | Athleten                                                          | Zeit (s) |
| ----- | ----------- | ----------------------------------------------------------------- | -------- |
| 1     | Brasilien   | Erik Cardoso Felipe Bardi dos Santos Derick Silva Bruno de Barros | 39,10    |
| 2     | Kolumbien   | Jhonny Rentería Jhon Paredes Carlos Palacios Arnovis Dalmero      | 39,65    |
| 3     | Guyana      | Jeremy Bascom Emanuel Archibald Akeem Stewart Noelex Holder       | 40,02    |
| 4     | Ecuador     | Katriel Angulo Anderson Marquinez Steeven Salas Jesús Mina        | 40,78    |
|       | Argentinien | Franco Camiolo Agustín Pinti Joel dos Santos Franco Florio        | DSQ      |

31. Mai

### 4 × 400 m Staffel
| Platz | Land      | Athleten                                                          | Zeit (min) |
| ----- | --------- | ----------------------------------------------------------------- | ---------- |
| 1     | Brasilien | Bruno de Barros Lucas Carvalho João Cabral Pedro Luiz de Oliveira | 3:04,25    |
| 2     | Kolumbien | Kevin Mina Raúl Mena Nicolás Salinas Fanor Escobar                | 3:08,15    |
| 3     | Ecuador   | Sebastian Acuña Alan Minda Miguel Maldonado Anderson Marquinez    | 3:13,74    |

31. Mai

### Hochsprung
| Platz | Athlet            | Land | Höhe (m) |
| ----- | ----------------- | ---- | -------- |
| 1     | Fernando Ferreira | BRA  | 2,29 SB  |
| 2     | Thiago Moura      | BRA  | 2,23     |
| 3     | Carlos Layoy      | ARG  | 2,17 SB  |
| 4     | Eure Yáñez        | VEN  | 2,17     |
| 5     | Arturo Chávez     | PER  | 2,17 SB  |
| 6     | Mark Jhalu        | GUY  | 2,11 PB  |
| 7     | Gilmar Devinson   | COL  | 2,11     |
| 7     | Tomas Ferrari     | ARG  | 2,11     |

29. Mai

### Stabhochsprung
| Platz | Athlet              | Land | Höche (m) |
| ----- | ------------------- | ---- | --------- |
| 1     | Germán Chiaraviglio | ARG  | 5,55      |
| 2     | Dyander Pacho       | ECU  | 5,30 SB   |
| 3     | Abel Curtinove      | BRA  | 5,20      |
| 4     | Bruno Spinelli      | BRA  | 5,20 =SB  |
| 5     | Walter Viáfara      | COL  | 5,00      |
| 6     | Guillermo Correa    | CHI  | 5,00      |
|       | Pablo Zaffaroni     | ARG  | NMH       |

30. Mai

### Weitsprung
| Platz | Athlet            | Land | Weite (m) |
| ----- | ----------------- | ---- | --------- |
| 1     | Arnovis Dalmero   | COL  | 7,94      |
| 2     | Emiliano Lasa     | URU  | 7,94      |
| 3     | Alexsandro Melo   | BRA  | 7,93      |
| 4     | Samory Bandeira   | BRA  | 7,93      |
| 5     | José Luis Mandros | PER  | 7,86 SB   |
| 6     | Leodán Torrealba  | VEN  | 7,82 PB   |
| 7     | Emanuel Archibald | GUY  | 7,75      |
| 8     | Daniel Pineda     | CHI  | 7,62 w    |

29. Mai

### Dreisprung
| Platz | Athlet           | Land | Weite (m) |
| ----- | ---------------- | ---- | --------- |
| 1     | Alexsandro Melo  | BRA  | 16,97     |
| 2     | Leodán Torrealba | VEN  | 16,89 w   |
| 3     | Miguel van Assen | SUR  | 16,73 w   |
| 4     | Maximiliano Díaz | ARG  | 16,20     |
| 5     | Mateus de Sá     | BRA  | 16,03 w   |
| 6     | Geiner Moreno    | COL  | 15,99     |
| 7     | Frixon Chila     | ECU  | 15,85     |
| 8     | Steven Palacios  | ECU  | 15,48 w   |

30. Mai

### Kugelstoßen
| Platz | Athlet                | Land | Weite (m) |
| ----- | --------------------- | ---- | --------- |
| 1     | Welington Morais      | BRA  | 19,87     |
| 2     | Nazareno Sasia        | ARG  | 19,79 PB  |
| 3     | Ignacio Carballo      | ARG  | 19,51     |
| 4     | William Braido        | BRA  | 19,19     |
| 5     | José Miguel Ballivián | CHI  | 18,10     |
| 6     | Aldo González         | BOL  | 16,77     |
| 7     | Jhordy Congo          | ECU  | 16,08     |

30. Mai

### Diskuswurf
| Platz | Athlet                  | Land | Weite (m) |
| ----- | ----------------------- | ---- | --------- |
| 1     | Lucas Nervi             | CHI  | 63,18 PB  |
| 2     | Alan de Falchi          | BRA  | 61,16     |
| 3     | Wellinton da Cruz Filho | BRA  | 59,55     |
| 4     | Nazareno Sasia          | ARG  | 53,56 SB  |
| 5     | Henry Cañas             | COL  | 53,31 PB  |
| 6     | Gerson Ramírez          | COL  | 52,23     |
| 7     | Juan Ignacio Solito     | ARG  | 52,11     |
| 8     | Stefano Paz             | PER  | 48,48     |

29. Mai

### Hammerwurf
| Platz | Athlet            | Land | Weite (m) |
| ----- | ----------------- | ---- | --------- |
| 1     | Humberto Mansilla | CHI  | 75,83 CR  |
| 2     | Gabriel Kehr      | CHI  | 75,18     |
| 3     | Joaquín Gómez     | ARG  | 71,32     |
| 4     | Allan Wolski      | BRA  | 70,71     |
| 5     | Elías Díaz        | COL  | 66,40     |
| 6     | Ralf Oliviera     | BRA  | 64,54 SB  |
| 7     | Julio Nobile      | ARG  | 59,40     |
| 8     | Cristián Suárez   | ECU  | 50,56     |

30. Mai

### Speerwurf
| Platz | Athlet                   | Land | Weite (m) |
| ----- | ------------------------ | ---- | --------- |
| 1     | Arley Ibargüen           | COL  | 75,62     |
| 2     | Pedro Henrique Rodrigues | BRA  | 73,57 SB  |
| 3     | José Escobar             | ECU  | 72,14 SB  |
| 4     | Jean Mairongo            | ECU  | 71,68 PB  |
| 5     | Luiz Mauricio da Silva   | BRA  | 70,74     |
| 6     | Francisco Muse           | CHI  | 70,53 SB  |
| 7     | Jonathan Cedeño          | PAN  | 66,25     |
| 8     | Melvin Soto              | BOL  | 59,78     |

29. Mai
Dem ursprünglich Zweitplatzierten Venezolaner Billi Julio wurde die Silbermedaille nachträglich aberkannt, da er wegen eines Nationenwechsels nicht international für Venezuela an den Start gehen durfte.

### Zehnkampf
| Platz | Athlet            | Land | Punkte  |
| ----- | ----------------- | ---- | ------- |
| 1     | Andy Preciado     | ECU  | 8004 NR |
| 2     | Felipe dos Santos | BRA  | 7960    |
| 3     | Georni Jaramillo  | VEN  | 7613    |
| 4     | Gerson Izaguirre  | VEN  | 7586    |
| 5     | José Santana      | BRA  | 7202 SB |
| 6     | Julio Angulo      | COL  | 5799    |

30./31. Mai

## Mixed

### 4 × 400 m Staffel
| Platz | Land        | Athleten                                                      | Zeit (min) |
| ----- | ----------- | ------------------------------------------------------------- | ---------- |
| 1     | Kolumbien   | Raúl Mena Nicolás Salinas Angie Palacios Jennifer Padilla     | 3:21,38    |
| 2     | Argentinien | Leandro Paris Elián Larregina María Diogo Noelia Martínez     | 3:23,77    |
| 3     | Ecuador     | Colorado Anderson Alan Minda Virginia Villalba Evelin Mercado | 3:27,97    |

31. Mai

## Medaillenspiegel
| Platz | Land        |    |    |    |    |
| ----- | ----------- | -- | -- | -- | -- |
| 1     | Brasilien   | 26 | 11 | 12 | 49 |
| 2     | Kolumbien   | 8  | 13 | 3  | 24 |
| 3     | Venezuela   | 4  | 2  | 3  | 9  |
| 4     | Ecuador     | 3  | 5  | 8  | 16 |
| 5     | Chile       | 2  | 5  | 1  | 8  |
| 6     | Argentinien | 1  | 4  | 5  | 10 |
| 7     | Uruguay     | 1  | 3  | 3  | 7  |
| 8     | Guyana      | 0  | 1  | 4  | 5  |
| 9     | Peru        | 0  | 1  | 3  | 4  |
| 10    | Bolivien    | 0  | 0  | 1  | 1  |
| 10    | Panama      | 0  | 0  | 1  | 1  |
| 10    | Suriname    | 0  | 0  | 1  | 1  |